# Chelan
Chelan è una città degli Stati Uniti d'America, situata nello Stato di Washington e in particolare nella Contea di Chelan.